# Ganggrab von Klein Görnow

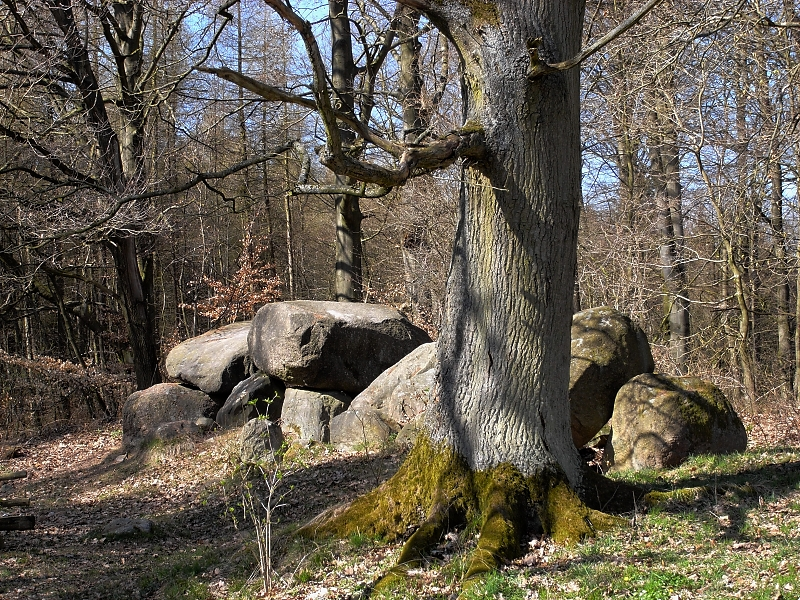
Das Großsteingrab Klein Görnow

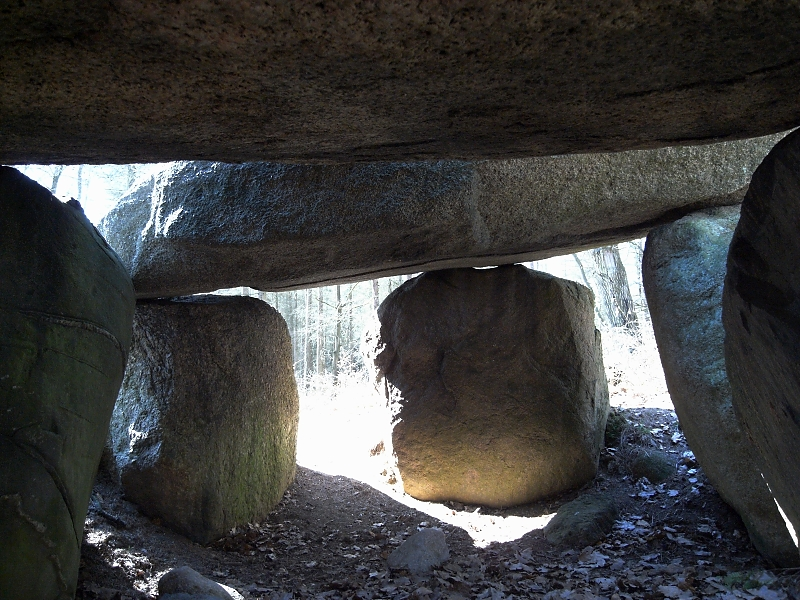
Das Großsteingrab Klein Görnow

Das Ganggrab von Klein Görnow, einem Ortsteil von Sternberg im Landkreis Ludwigslust-Parchim in Mecklenburg-Vorpommern, ist ein ost-west-orientiertes, 1966 von Ewald Schuldt (1914–1987) ausgegrabenes und rekonstruiertes Ganggrab in einem runden Rollsteinhügel mit der Sprockhoff-Nr. 336. Die trapezoide Anlage entstand zwischen 3500 und 2800 v. Chr. als Megalithanlage der Trichterbecherkultur (TBK).
Die Anlage befindet sich im Wald östlich der Verbindungsstraße (Hünengrabstraße) von Klein Görnow nach Groß Görnow, hinter dem Abzweig nach Eickelberg.
Von der etwa 8,0 m langen, 1,8 m hohen und 1,6 bis 2,2 m breiten Kammer des Großsteingrabes sind alle 14 Trag- und 6 Decksteine (zwei davon mit 20 bzw. sieben Schälchen) erhalten. Der größte und äußere Deckstein hat zusätzlich drei artifizielle längliche Vertiefungen. Von dem lateral mittig anschließenden kurzen nach Süden weisenden Gang sind beide Tragsteinpaare ohne Decksteine erhalten. Die Diele besteht aus Lehmestrich. Die archäologische Untersuchung ergab, dass die Anlage durch die Träger der Einzelgrabkultur nachgenutzt wurde. Neben Holzkohle, menschlichen Knochen und 25 Scherben fanden sich zwei weitmündige Gefäße, eine Sandsteinscheibe, ein Trichterbecher, ein Schultergefäß, eine Schüssel sowie ein Einzelgrabbecher.